# Jasmit Phulka
Jasmit Singh Phulka (ur. 11 października 1994) – kanadyjski zapaśnik walczący w stylu wolnym. Zajął szesnaste miejsce na mistrzostwach świata w 2022 roku.
Srebrny medalista mistrzostw panamerykańskich w 2023 i 2024; brązowy w 2019 i 2025. Trzeci na igrzyskach wspólnoty narodów w 2022 i mistrzostwach Wspólnoty Narodów w 2013 i 2017 roku.